# Court and Spark
Court and Spark (с англ. — «Ухаживание и обольщение») — шестой студийный альбом канадской певицы и автора песен Джони Митчелл, выпущенный в январе 1974 года на лейбле Asylum Records. В отличие от пяти предыдущих работ артистки, имеющих выраженное фолковое звучание, бо́льшая часть пластинки выдержана в жанре поп-музыки, а также содержит элементы джаза.
Альбом получил высокие оценки от критиков и добился признания среди публики. Он возглавил национальный чарт Канады и добрался до 2-го места в США, получив двойной «платиновый» сертификат от RIAA, что стало высшим достижением в карьере Митчелл. Он также попал в Top-20 хит-парада Великобритании и был признан лучшим альбомом 1974 года журналом Far Out Magazine и в опросе Pazz & Jop (среди американских критиков). В 2020 году Court and Spark занял 110-е место в рейтинге «500 величайших альбомов всех времён» по версии журнала Rolling Stone.

## История создания
Митчелл решила не выпускать новый альбом в 1973 году, впервые в карьере отказавшись от ежегодного интервала. Её предыдущая пластинка, For the Roses, увидела свет в ноябре 1972 года и получила хороший приём как от прессы так и от аудитории став коммерческим хитом. После этого фолк-певица решила провести весь следующий год за сочинением и записью нового материала, который демонстрировал её возросший интерес к другим музыкальным жанрам, особенно к джазу. Кроме того, в 1973 году певица гораздо реже появлялась на сцене, нежели в предыдущие годы. В апреле она выступила на благотворительном концерте в Университете имени сэра Джорджа Уильямса, а затем, в августе, дважды в The Corral Club, в сопровождении Нила Янга.
Митчелл провела бо́льшую часть 1973 года в студии, записывая Court и Spark. Помимо звукорежиссёра Генри Леви в работе над пластинкой приняли участие многие именитые музыканты Лос-Анджелеса, включая участников The Crusaders, аккомпанирующую группу Тома Скотта L.A. Express, Робби Робертсона, Дэвида Кросби и Грэма Нэша, а также комедийный дуэт Чич и Чонг.
1 декабря лейбл Asylum Records выпустил «Raised on Robbery» — первый сингл Митчелл более чем за год. В феврале 1974 года песня добралась до 65-го места чарта Billboard Singles Chart.

## Отзывы
Выпущенный в январе 1974 года, Court and Spark получил широкое признание среди критиков и стал хитом у публики. В подтверждение этому выпущенный в марте 1974 года сингл «Help Me» получил активную ротацию на радио, в итоге став первым и единственным синглом Митчелл, попавшим в Top-10 чарта Billboard Hot 100, заняв 7-е место, также достигнув вершины хит-парада Adult Contemporary.
Пластинка добилась большого коммерческого успеха, заняв 2-е место в чарте Billboard 200 и продержавшись там четыре недели. Кроме того, альбом возглавил чарты US Cashbox и Record World.
В интервью для Rolling Stone (взятом в июле 1979 года Кэмероном Кроу) Митчелл рассказала, что одним из первых слушателей Court and Spark был Боб Дилан, однако он заснул во время прослушивании пластинки. Впоследствии она предположила, что Дилан, вероятно, пытался быть «милым» перед боссом лейбла Дэвидом Геффеном, который также присутствовал во время прослушивания и забраковал альбом.
Вокалистка Fleetwood Mac Стиви Никс вспоминала, как принимала ЛСД во время прослушивания альбома: «Я находилась в гостях у своего продюсера, в зале стояли колонки, которые были выше этого камина […]. И я сидела там на полу и слушала эту запись… Это были очень яркие впечатления».

Автор эссе для альманаха «1001 Albums You Must Hear Before You Die» музыкальный критик Уилл Фулфорд-Джонс писал: 
Песни в „Court and Spark“ менее напряжённые, чем в альбоме „Blue“; так, трек „Free Man In Paris“ является застенчивым посвящением хозяину лейбла Дэвиду Геффену, „поддерживающему работу машины по производству звёзд на поприще популярной песни“. Однако самым большим сюрпризом стал небрежный, пропечённый солнцем саунд, от мечтательного заглавного трека с его педальной слайд-гитарой до глупого заигрывания и интермедии самых укуренных комиков Чича и Чонга в „Twisted“. Как и творчество группы Steely Dan, с которым такие песни как „Car On A Hill“ разделяют джазовую радиоформатность, альбом „Court and Spark“ мог появиться только в Калифорнии.
Пластинка получила «золотую» сертификацию 27 февраля 1974 года, впоследствии став дважды «платиновой» — 12 декабря 1997. В 2000 году музыковед Колин Ларкин поставил её на 116-е место в списке «1000 лучших альбомов всех времён».

## Список композиций
Все песни написаны Джони Митчелл, за исключением отмеченных.
Первая сторона
1. «Court and Spark» — 2:46
2. «Help Me» — 3:22
3. «Free Man in Paris» — 3:02
4. «People’s Parties» — 2:15
5. «Same Situation» — 2:57

Вторая сторона
1. «Car on a Hill» — 3:02
2. «Down to You» — 5:38
3. «Just Like This Train» — 4:24
4. «Raised on Robbery» — 3:06
5. «Trouble Child» — 4:00
6. «Twisted» (Энни Росс[англ.], Уорделл Грей[англ.]) — 2:21

## Участники записи
Согласно официальному сайту певицы:

| Основные музыканты - Джони Митчелл — вокал, акустическая гитара, фортепиано; клавинет в песне «Down to You» - Том Скотт — деревянные духовые музыкальные инструменты, аэрофон - Джо Сэмпл — родес-пиано; клавинет в песне «Raised on Robbery» - Ларри Карлтон — электрогитара во всех песнях, кроме «Car on a Hill», «Raised on Robbery» и «Trouble Child» - Макс Беннетт — бас-гитара во всех песнях, кроме «Free Man in Paris», «People's Party» и «Trouble Child» - Джон Герин — ударные, перкуссия Дополнительный персонал - Чак Финдли — труба в песнях «Trouble Child» и «Twisted» - Хосе Фелисиано — электрогитара в песне «Free Man in Paris» - Уэйн Перкинс — электрогитара в песне «Car on a Hill» - Робби Робертсон — электрогитара в песне «Raised on Robbery» - Деннис Будимир — электрогитара в песне «Trouble Child» | - Уилтон Фелдер — бас-гитара в песнях «Free Man in Paris» и «People's Party» - Джим Хьюхарт — бас-гитара в песне «Trouble Child» - Милт Холланд — оркестровые колокола в песне «Court and Spark» - Дэвид Кросби — бэк-вокал в песне «Free Man in Paris» и «Down to You» - Грэм Нэш — бэк-вокал в песне «Free Man in Paris» - Сьюзан Уэбб — бэк-вокал в песне «Down to You» - Чич Марин, Томми Чонг — фоновые голоса в песне «Twisted» Технический персонал - Джони Митчелл — музыкальный продюсер - Генри Леви и Эллис Соркин — звукорежиссёры - Энтони Хадсон — арт-директор, дизайн - Джони Митчелл — картина для обложки - Норман Сифф — фотографии |  |

## Чарты и сертификация
| Чарт (1974)                      | Высшая позиция |
| -------------------------------- | -------------- |
| Австралия (Kent Music Report)    | 34             |
| Канада (RPM Top Albums/CDs)      | 1              |
| Норвегия (VG-lista)              | 18             |
| Великобритания (UK Albums Chart) | 14             |
| США (Billboard 200)              | 2              |

| Чарт (1974)           | Высшая позиция |
| --------------------- | -------------- |
| Canadian Albums Chart | 23             |
| Billboard Pop Albums  | 13             |

| Регион                                                      | Сертификация  | Продажи    |
| ----------------------------------------------------------- | ------------- | ---------- |
| США (RIAA)                                                  | 2× Платиновый | 2 000 000^ |
| ^ Данные о тиражах приведены только на основе сертификации. |               |            |

## Грэмми
Награды и номинации премии «Грэмми»
| Год  | Номинируемая работа                                    | Категория                                                              | Результат |
| ---- | ------------------------------------------------------ | ---------------------------------------------------------------------- | --------- |
| 1975 | Court and Spark                                        | Лучший альбом года                                                     | Номинация |
| 1975 | «Help Me»                                              | Лучшая запись года                                                     | Номинация |
| 1975 | «Help Me»                                              | Лучшее женское вокальное поп-исполнение                                | Номинация |
| 1975 | «Down to You» (аранжировка: Джони Митчелл и Том Скотт) | Лучшая инструментальная аранжировка для аккомпанирующего вокалиста(ов) | Победа    |